# Cavia magna
Grand cobaye
Espèce
Statut de conservation UICN

 LC  : Préoccupation mineure
Le Grand cobaye (Cavia magna) est une espèce de Rongeurs de la famille des Cavidés,. On le rencontre sur la côte atlantique de l'Amérique du Sud, au Brésil et en Uruguay.
L'espèce a été décrite pour la première fois en 1980 par le zoologiste brésilien Alfredo Ximenez.

## Description et comportement

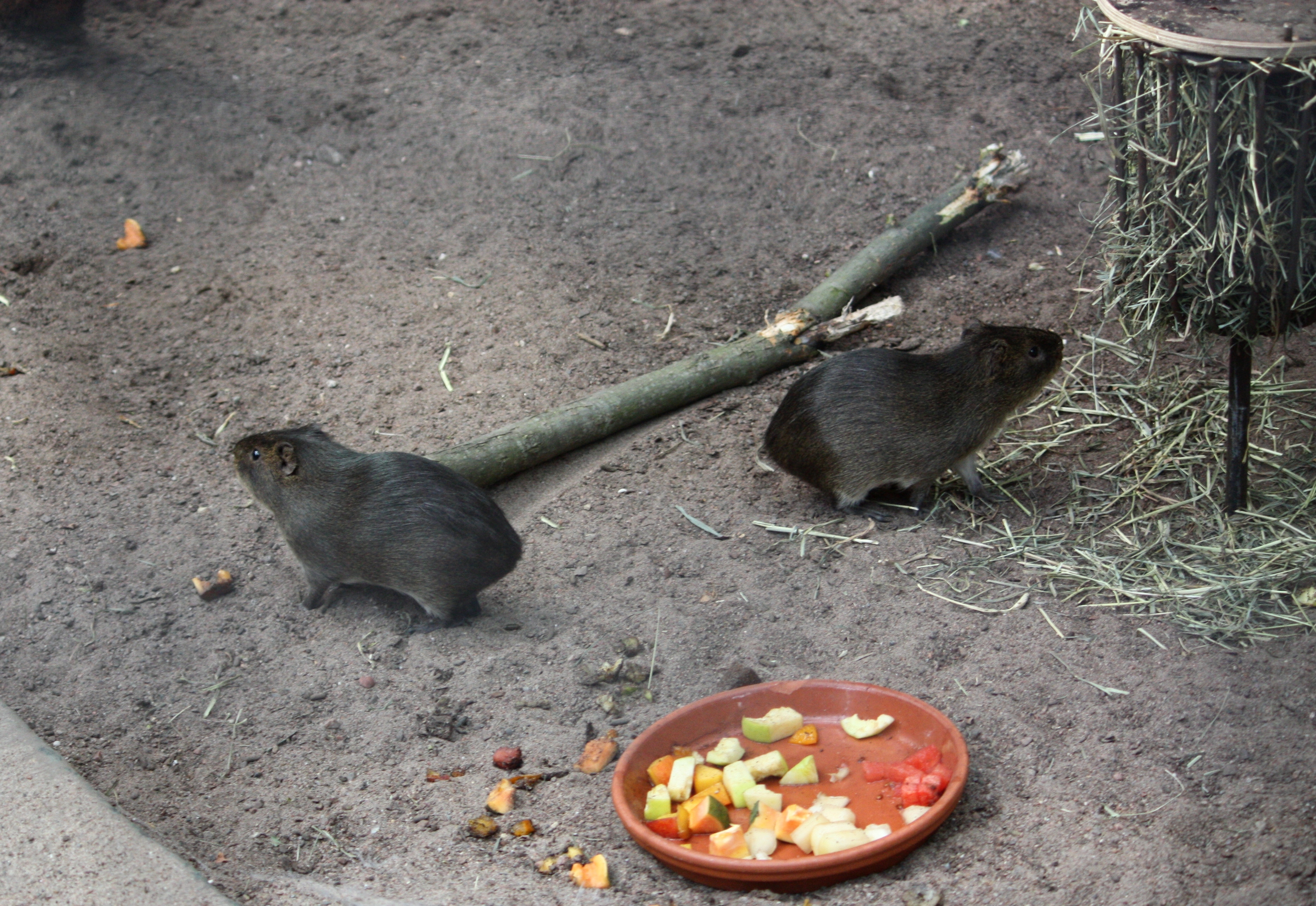
Deux adultes en captivité, photographiés à l'heure du repas, au zoo de Korkeasaari, en Finlande.

## Habitat et répartition
Le Grand Cobaye est originaire de la terre côtière de l’est Uruguay, et sud Brésil. Ses habitat naturel est prairies mouillé, marais, le bord des bois, et vallons.

Carte de répartition en Amérique du Sud

## Publication originale
- Ximinez : Notas sobre el genero Cavia Pallas con la descripcion de Cavia magna sp. n. (Mammalia-Caviidae). Revista Nordestina de Biologia, 3 Numero especial pp 145-179.